# Salvagnac-Cajarc
Salvagnac-Cajarc är en kommun i departementet Aveyron i regionen Occitanien i södra Frankrike. Kommunen ligger  i kantonen Villeneuve som ligger i arrondissementet Villefranche-de-Rouergue. År 2022 hade Salvagnac-Cajarc 361 invånare.

## Befolkningsutveckling
Antalet invånare i kommunen Salvagnac-Cajarc
Referens: INSEE